# Viktors Stulpins

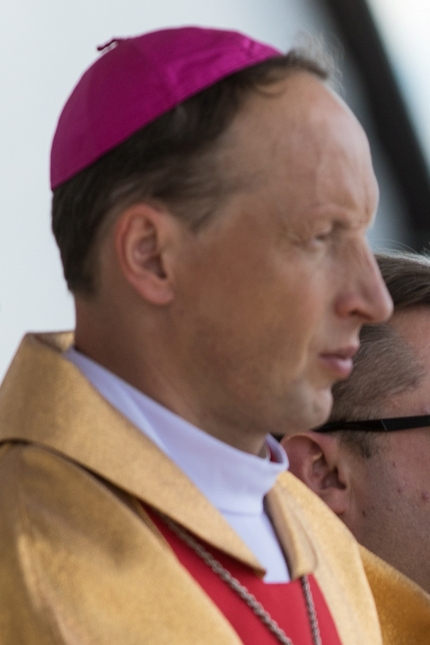
Viktors Stulpins (2017)

Wappen von Viktors Stulpins, der Wahlspruch hier in lateinischer Übersetzung

Viktors Stulpins (* 26. September 1971 in Riga, Lettische SSR) ist Bischof von Liepāja.

## Leben
Viktors Stulpins studierte im Priesterseminar von Riga und empfing am 1. Juli 1995 die Priesterweihe. 1996 wurde er Pfarrer der Gemeinde von Aizkrauklē. Seit 2010 war er Vizerektor des Großen Priesterseminars von Riga.
Papst Franziskus ernannte ihn am 20. Juli 2013 zum Bischof von Liepāja. Die Bischofsweihe spendete ihm am 7. September desselben Jahres Edvards Pavlovskis, Bischof von Jelgava; Mitkonsekratoren waren der Erzbischof von Riga, Zbigņev Stankevičs, und dessen Vorgänger, Jānis Kardinal Pujats. Sein bischöflicher Wahlspruch lautet Mans Kungs un mans Dievs (Mein Herr und mein Gott), er ist dem Johannesevangelium entnommen (Joh 20,28 ).
Stulpins war bei seiner Weihe einer der jüngsten katholischen Bischöfe weltweit. Er spricht von einer „schwierigen Aufgabe“, da die wenigsten Menschen im Gebiet seines Bistums katholisch sind. Daher plant er, in Zusammenarbeit mit den Gläubigen mehr Menschen mit Gott in Berührung zu bringen. Am 4. und 5. April 2014 nahm Stulpins an einer überkonfessionellen Konferenz zum Thema „Individuen und Familie“ teil.